# 2808 Belgrano
A 2808 Belgrano (ideiglenes jelöléssel 1976 HS) a Naprendszer kisbolygóövében található aszteroida. Félix Aguilar Obszervatórium fedezte fel 1976. április 23-án.